# 30064 Kaitlynshin
30064 Kaitlynshin è un asteroide della fascia principale. Scoperto nel 2000, presenta un'orbita caratterizzata da un semiasse maggiore pari a 2,6027850 UA e da un'eccentricità di 0,1408942, inclinata di 4,77224° rispetto all'eclittica.